# Flagmaster
Flagmaster este o revistă vexilologică publicată de Flag Institute și editată de Michael Faul. Din noiembrie 2005, revista a început să fie tipărită integral color. Este primul periodic important care se referă strict la steaguri.